# Središnji Visayas
Središnji Visayas je jedna od 17 regija u Filipinima. Središte regije je u gradu Cebu Cityju. Regija je poznata i kao Regija VII.

## Stanovništvo
Prema podacima iz 2010. godine u regiji živi 6.800.180 stanovnika dok je prosječna gustoća naseljenosti 428 stanovnika na km².

## Podjela
Regija je podjeljena na četiri pokrajine, tri nezavisna grada, 116 općina i 3.003 barangaya. 
| Provincija]/Grad] | Središte        | Stanovnika (2010.) | Površina (km²) | Gustoća (na km²) |
| ----------------- | --------------- | ------------------ | -------------- | ---------------- |
| Bohol             | Tagbilaran City | 1.255.128          | 4.117.3        | 304              |
| Cebu              | Cebu City       | 2,619,362          | 4.800.11       | 545,7            |
| Negros Oriental   | Dumaguete City  | 1.286.666          | 5.402,3        | 238,2            |
| Siquijor          | Siquijor        | 91.066             | 343,5          | 265,1            |
|                   |                 |                    |                |                  |
| Cebu City¹        | —               | 866.171            | 280,2          | 3.091,3          |
| Lapu-Lapu City¹   | —               | 350.467            | 64,22          | 5.457,3          |
| Mandaue City¹     | —               | 331.320            | 34,87          | 9.501,6          |